# جائزة الطيب صالح للإبداع الروائي
جائزة الطيب صالح للإبداع الروائي هي جائزة أدبية ينظمها مركز عبد الكريم ميرغني الثقافي - ام درمان، تخليداً لاسم الأديب السوداني والعالمي الطيب صالح، اعتبرها المهتمون في الشأن الثقافي في السودان من أهم الجوائز الثقافية. بدأت دورتها الاُولى في العام 2003.
تتكون لجنة التحكيم من ثلاثة محكمين من ذوي الاختصاص والنزاهة للنظر وفحص الأعمال الروائية المقدمة للمسابقة بسرية تامة وتسمية العمل الفائز، والتنويه بالأعمال المميزة الأخرى وهي تمارس عملها بكامل الحرية، كما يحق لها حجب الجائزة إن لم يتوفر المستوى المطلوب.

## التأسيس
بدأت الفكرة بمشروع احتفالية بسبعينية مولد الأديب العالمي الطيب صالح من بعض أصدقائه ومحبيه من السودانيين وغيرهم في القاهرة عام 1998. وتكونت لجنة ضمت في عضويتها كل من دكتور حسن أبشر الطيب، دكتور بشير بكري، القاص المصري محمود سالم والأستاذ محمود صالح عثمان صالح وآخرين. تم جمع مبلغ 20,000 دولار، وقد رغب الأستاذ الطيب صالح في تحويل المبلغ لإقامة مشروع ينهض بدعم الأدب الروائي. وبالتالي برزت فكرة الجائزة بمثابة مواصلة لجهود تكريمه في العديد من المحافل الدولية.

## الأعمال الفائزة
ظلت أنشطة الجائزة ودوراتها التنافسية تعقد بانتظام منذ التأسيس في العام 2002. ويتم الإعلان عن الرواية الفائزة في مؤتمر صحفي تقيمه السكرتارية في 21 أكتوبر من كل عام. وكل الروايات التي فازت بالجائزة قد تمت طباعتها في كتب منتظمة الصدور، بالإضافة إلى طباعة بحوث المؤتمرات العلمية للرواية السودانية المصاحبة للجائزة. ومع انتهاء الدورة السادسة عام 2008 بدأ انطلاق مسابقة تشجيعية للشباب في القصة القصيرة ابتداء من 6 ابريل 2009.
| عنوان الرواية                | اسم المؤلف                  | الدورة                            |
| ---------------------------- | --------------------------- | --------------------------------- |
| أحوال المحارب القديم         | الحسن بكري                  | الدورة الاولى 2003                |
| قبيلة من وراء خط الأفق       | علي أحمد الرفاعي (روائي)    | الدورة الثانية 2004               |
| ذاكرة شريرة                  | منصور الصويم                | الدورة الثالثة - مناصفة- 2005     |
| كي لا يستيقظ النمل           | علي أحمد الرفاعي (روائي)    | الدورة الثالثة - مناصفة- 2005     |
| باب الحياة                   | محمد بدوي حجازي             | الدورة الرابعة 2006               |
| مشروع إبراهيم الأسمر الروائي | حامد بدوي                   | الدورة الخامسة 2007               |
| ثرثرة الصمت                  | يحى الفاضل ابوعرف           | الدورة السادسة 2008               |
| الجنقو مسامير الارض          | عبد العزيز بركة ساكن        | الدورة السابعة 2009               |
| الربيع يأتي نادرًا            | يعقوب بدرالدين              | الدورة السابعة 2009               |
| قنقليز                       | هشام آدم                    | الدورة الثامنة 2010               |
| فركة                         | طه جعفر                     | الدورة الثامنة 2010               |
| الغابة السرية                | ليلى صلاح                   | الدورة التاسعة 2011               |
| زجاجتان..وعنق واحد           | عبد المنعم حسن محمود        | الدورة التاسعة2011                |
| أتبرا خاصرة النهار           | عادل سعد يوسف               | الدورة العاشرة 2012               |
| خيانتئذ                      | سارة حمزة الجاك             | الدورة العاشرة 2012               |
| كنداكيس                      | أحمد المصطفى الحاج          | الدورة الحادية عشرة 2013          |
| حُجبت                         | حُجبت                        | الدورة الثانية عشرة 2014          |
| أمي وحكايات المدينة عرب      | محمد سيف الدولة             | الدورة الثالثة عشرة 2015          |
| عمران                        | ايمان المازري               | الدورة الثالثة عشرة 2015          |
| عاصف يا بحر                  | عاطف الحاج سعيد             | الدورة الرابعة عشرة 2016          |
| أبو الكلام                   | صلاح حسن أحمد               | الدورة الخامسة عشرة 2017          |
| مَسِيل الأرواح                 | عمر الفاروق نور الدائم      | الدورة السادسة عشرة- مناصفة- 2018 |
| النهر يعرف أكثر              | أسامة محمد أحمد الشيخ إدريس | الدورة السادسة عشرة- مناصفة- 2018 |
| دائرةُ الأبالسة.              | محمد الخير حامد             | الدورة السابعة عشرة 2019          |
| بلاد السين الأم الرؤوم       | محمد الطيب يوسف             | مناصفة - الدورة الثامنة عشر 2020  |
| الناجي الغريق                | ممدوح أبارو                 | مناصفة - الدورة الثامنة عشر2020   |
| مال قلبي                     | محمد الأمين مصطفى           | الدورة التاسعة عشر 2021           |
| أيام حي البوسطة              | مصطفى خالد مصطفى            | الدورة العشرون 2022               |